# 德波島
德波島（英語：Depot Island）是南極洲的島嶼，位於肯普地，處於紹拉島西端以北1.9公里，根據挪威探險隊拍攝的空中照片繪入地圖，現時由南極條約體系管理。